# Quonset hut

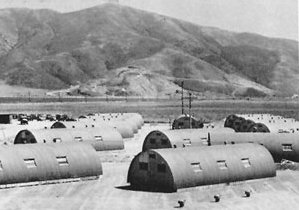
Baraki typu Quonset hut w Kalifornii (1946)

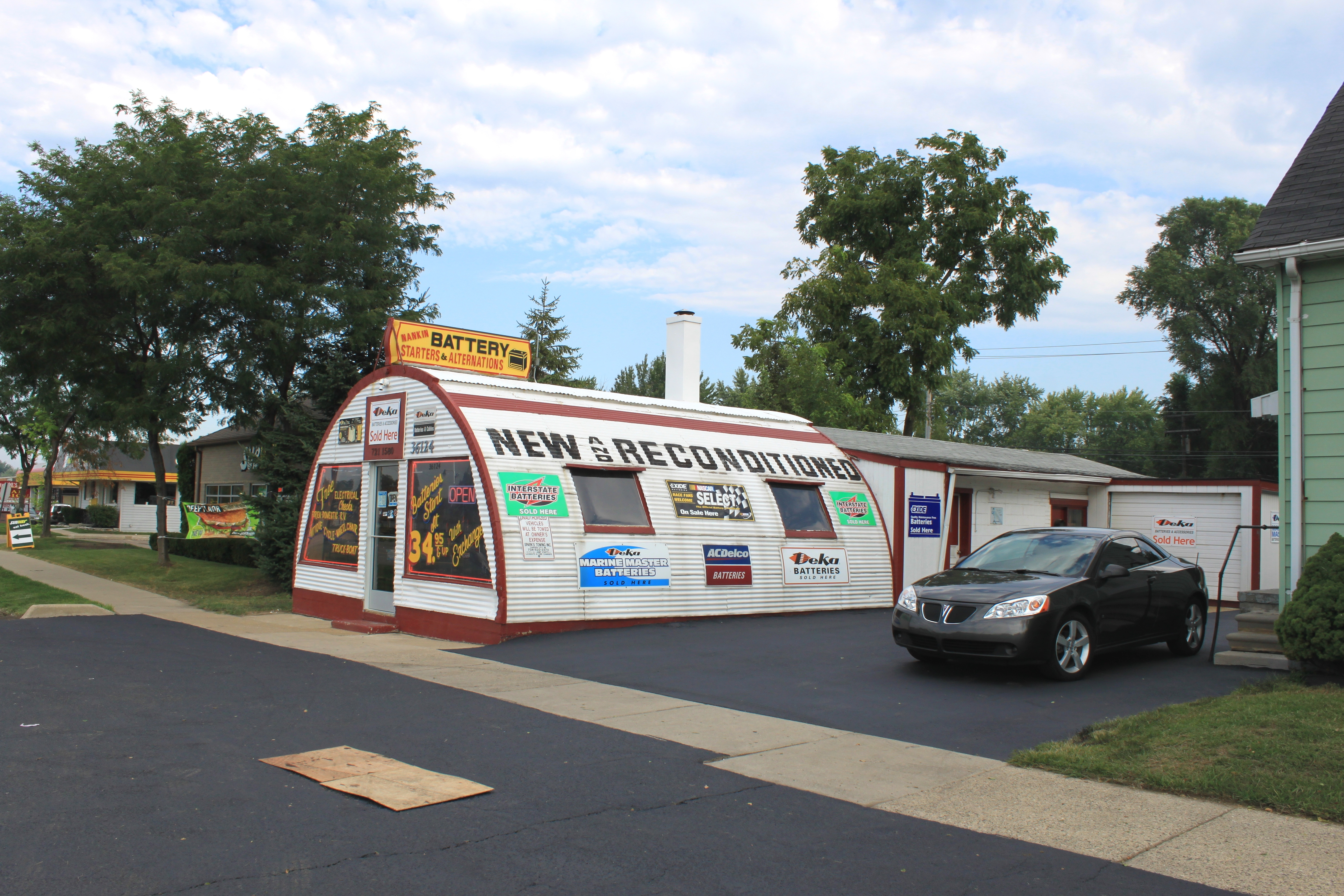
Quonset hut dzisiaj (Westland, Michigan)

Quonset hut – amerykański lekki, prefabrykowany barak z cynkowanej blachy stalowej o półkolistym kształcie. Konstrukcja była oparta na projekcie baraków typu Nissen hut, wprowadzonych do użycia przez Brytyjczyków w czasie I wojny światowej. Podczas II wojny światowej wyprodukowano setki tysięcy takich baraków, a nadwyżki trafiły na cywilny rynek konsumencki, powodując, że pojęcie „Quonset hut” zaczęło być rozpoznawalne na świecie. Nazwa wywodzi się od miejsca, gdzie zaczęto budować te baraki, przylądka Quonset na terenie bazy Seabees w North Kingstown w stanie Rhode Island. Żołnierze Polskich Sił Zbrojnych na Zachodzie nazywali je „beczkami śmiechu”.

## Historia
Konstrukcje typu quonset hut były produkowane przez szeroką rzeszę indywidualnych wykonawców w wielu krajach świata, ale pierwsze powstały w roku 1941, gdy United States Navy zgłosiła zapotrzebowanie na lekki barak wielorakiego zastosowania, który mógłby być przetransportowany w dowolne miejsce i zmontowany bez specjalnych umiejętności. US Navy podpisała kontrakt z firmą George A. Fuller Construction Company, a ta dostarczyła pierwsze egzemplarze w ciągu 60 dni od zawarcia umowy.
Pierwotny projekt to rama stalowa o wymiarach 5 × 11 × 2,4 m kryta cynkowaną blachą. Na obu końcach znajdowały się ścianki ze sklejki z drzwiami i oknami. Od wewnątrz ściany były uszczelnione i wyłożone płytami wiórowymi; podłoga była drewniana. Barak można było postawić na podłożu betonowym, utwardzonym, względnie też bezpośrednio na ziemi (wymogiem było splantowanie i wyrównanie powierzchni gruntu, by konstrukcja nie ulegała deformacji, tym samym zapobiegało to powstawaniu nieszczelności). Pierwsze egzemplarze zostały wykonane ze stali niskiej jakości, ale już wkrótce zamówiono konstrukcje odporne na rdzewienie, a na pacyficznym teatrze działań Stany Zjednoczone wykorzystywały tzw. „Pacific huts”, baraki o identycznym kształcie, ale zbudowane z drewna świerkowego. Wadami tych konstrukcji była ich mała odporność na takie zjawiska atmosferyczne jak tajfuny i cyklony. Żołnierze użytkujący baraki narzekali na rdzę, która jednak pokonywała cynkowaną blachę, szczególnie w regionach o wysokiej wilgotności powietrza i częstych opadach, ale przede wszystkim na wysoką temperaturę, jaka panowała we wnętrzach mocno nasłonecznionych baraków.
Najczęściej spotykany quonset hut miał rozmiary 6 × 15 × 3 m z użyteczną powierzchnią podłogi 67 m² i czasami 1,2-metrowe zadaszenie dla osłonięcia otworów drzwiowych przed deszczem i wiatrem. Budowano też większe (12 × 30 m) baraki magazynowe. Konstrukcje te znajdowały różnorodne zastosowania: koszary, biura, szpitale z izolatkami i gabinetami dentystycznymi, piekarnie, a nawet latryny.
Podczas wojny wyprodukowano od 150 do 170 tysięcy takich lub podobnych konstrukcji. Gdy działania wojenne zostały zakończone, amerykańskie siły zbrojne wystawiły nadwyżki quonset huts na sprzedaż. W Stanach Zjednoczonych do dziś można zobaczyć wiele z nich. Prócz tych, które wykorzystywane są w celach gospodarczych, często są częścią wystaw w muzeach wojskowych i innych miejscach upamiętniających II wojnę światową. Są również użytkowane w amerykańskich bazach wojskowych w Korei Południowej i na Hawajach. Po wojnie wykorzystywano je w USA jako tymczasowe budynki mieszkalne, jak na przykład osiedle „Rodger Young Village” w Los Angeles. Studio B wytwórni filmowej Columbia Records w Nashville było nazywane „The Quonset Hut”, podobnie jak „Quonset Village” kampusu Michigan State University w East Lansing w Michigan.
W wielu odmianach quonset hut użytkowane były inne szkielety i pokrycia niż z cynkowanej stali.